# Ellie Carpenter
Ellie Madison Carpenter (Cowra, 28 de abril de 2000) é uma futebolista profissional australiana, que atua como defensora. Atualmente, joga pelo  Olympique Lyonnais, clube francês da 1ª Divisão Feminina e pela Seleção Australiana.

## Carreira
Nascida em Cowra, Carpenter fez sua estreia na W-League pelo Western Sydney Wanderers, em 2015.

## Seleção
Tendo representado seleções jovens da Austrália em um número de ocasiões, Carpenter fez sua estreia para a equipe nacional da Austrália aos 15 anos de idade.
Ellie Carpenter fez sua estreia em Jogos Olímpicos na Rio 2016 com a Seleção Australiana de Futebol Feminino, sendo a mais nova jogadora do grupo